# Limba ladină

Limbile romanice retice - Ladina e cu portocaliu

Limba ladină (în ladină: ladin, italiană: ladino, germană: Ladinisch) este o limbă romanică retică (rhețiană), vorbită în Munții Dolomiți din Italia, între regiunile Trentino-Alto Adige și Veneto. 
Fiind o limbă romanică retică, este apropiată de retoromana elvețiană precum și de friulană din zona Friuli din Italia.
Pentru ladină lipsesc texte scrise foarte vechi, primele fiind din secolul al XVIII-lea. 

## Arie de râspândire
Limba ladină se vorbește în: 
- provincia Bozen-Bolzano (denumirile sunt date în germană, italiană și ladină) în:
  - St. Ulrich-Ortisei-Urtijëi,
  - St. Christina - Santa Cristina - S. Cristina,
  - Wolkenstein - Selva di Val Gardena - Sëlva,
  - Abteital - Badia - Badia,
  - Kurfahr - Corvara - Curvara,
  - Enneberg - Marebbe - Maréo;
- provincia Trento, în Val di Fassa, în următoarele șapte municipalități: 
  - Canazei (în ladină, Cianacei),
  - Campitello (în ladină, Ciampedèl),
  - Mazzin (în ladină, Mazin),
  - Pozza di Fassa (în ladină, Poza),
  - Vigo di Fassa (în ladină, Vich),
  - Soraga (în ladină, Soraga ori Sorega) și
  - Moena (în ladină, Moena).

Ladina vorbită în Valea Fassa (în ladină, Val de Fascia, în italiană Val di Fassa) este la rândul său împărțită în alte două subdiviziuni, "Cazét" (pronunțată "cazet") vorbită în jumătatea de nord a văii și "Brach" (pronunțată "brak"), care este vorbită în jumătatea sa sudică. Astfel, în Cazét, apă este "ega", iar în Brach este "aga". 
- provincia Belluno în:
  - Valea Livinallongo (în ladină Fèdom, în germană Buchenstein) și în
  - Cortina d'Ampezzo (în ladină Anpëz)

Limba ladină este recunoscută oficial ca limbă minoritară având ceva drepturi oficiale în regiunea Trentino-Tirolul de Sud, dar nu are statut oficial în provincia Belluno (regiunea Veneto). 
Este vorbită de asemenea ca limbă oficială în provincia Bolzano la Ortisei (Urtejei), Selva di val Gardena (Selva), Badia (Badia), Corvara in Badia (Curvara), Marebbe (Mareo), în provincia Trento la Canazei (Chanacei), Vigo di Fassa (Vich) și la Pozza di Fassa (Fasha).